# De kleine zeemeermin: Ariel, hoe het begon
De kleine zeemeermin: Ariel, hoe het begon (originele titel: The Little Mermaid: Ariel's Beginning) is een Amerikaanse animatiefilm uit 2008 van Walt Disney. Het is een direct-naar-dvd-vervolg op de film  De Kleine Zeemeermin uit het jaar 1989 en De kleine Zeemeermin II uit het jaar 2000.
Deze film is een prequel op de originele film.
Dit was het laatste direct-naar-dvd vervolg/spin-off van een Disney animatiefilm.

## Verhaal
De film begint met een aantal beelden van het gelukkige onderwaterleven. Meermensen maken muziek, lachen, en ook koning Triton (Huib Broos), hier overigens nog met bruin haar en een bruine baard, en zijn vrouw koningin Athena (Jannemien Cnossen), zijn gelukkig. Op een dag zijn ze samen met hun zeven dochters en een aantal andere meerminnen in een soort met stenen afgesloten baai. Triton houdt zoveel van Athena, dat hij haar een muziekdoosje geeft, met daarin een dansende Triton en Athena.
Plotseling verschijnt er een schip en de meerminnen vluchten. Een dochter van de koning en koningin zit vast tussen de stenen, en Athena bevrijdt haar. Dan merkt ze het muziekdoosje op en probeert het nog te pakken, maar ze wordt gezien door de zeelui en wordt gedood. Triton gooit vervolgens het muziekdoosje ver in zee en verbant alle muziek uit Atlantica.
Tien jaar later is Ariël (Laura Vlasblom), de jongste dochter van Triton en Athena, het zat om elke ochtend hetzelfde te doen; het maken van een ochtendwandeling. Daarom probeert ze wat lol te maken door een van haar zusters te kietelen met zeewier. Koning Triton is er echter niet blij mee; hij vindt dat Ariël serieuzer moet worden. De slechterik van het verhaal, Marina Del Ray (Renée Soutendijk), is de babysitter van de dochters van de koning en aast op het baantje van de krab Sebastiaan (Freddy Gumbs). Ze wil hem op een fout betrappen, zodat ze zijn baan kan overnemen.
Vervolgens ontmoet Ariël Botje (Xavier Werner), die muziek lijkt te maken. Twee wachters ontdekken dit, en achtervolgen de twee. Ze komen er echter zonder straf af. Die avond is Ariël verdrietig, en terwijl al haar zussen hun vader netjes in een rij goedenacht wensen, blijft Ariël bij het raam naar buiten kijken. Plotseling ziet ze Botje, die nogal stiekem lijkt te doen. Terwijl haar zusters al slapen, besluit Ariël hem ongezien te volgen.
Uiteindelijk belandt ze in ene geheime, ondergrondse muziekclub, waar zelfs Sebastiaan lid van is. Wanneer ze gezien wordt, verstopt iedereen zich nadat een inktvis zijn inkt heeft rond gespoten. Als dat weer opgetrokken is en Ariël zingt over haar herinnering van muziek, doet iedereen weer vrolijk mee. De volgende ochtend wordt Ariël zingend wakker, en haar zussen vragen wat er aan de hand is. Als Ariël alles heeft uitgelegd, willen haar zusters ook mee naar de club. Ze besluiten die nacht te gaan.
Marina kijkt 's avonds of de meiden al slapen, en ziet dat hun bedden leeg zijn, Ze gaat op zoek en ontdekt de muziekclub, inclusief Sebastiaan. Dit is haar kans om Sebastiaans baantje te krijgen. De volgende morgen wil ze met de koning praten en de avond erna vallen de wachters, samen met de koning, in bij de muziekclub. Marina krijgt de baan van Sebastiaan en Triton vernietigt met zijn drietand de muziekclub.
In een gesprek met zijn dochters, reageert zich Triton vooral af op Ariël, die tegen haar vader ingaat. Ze wil weten waarom muziek verboden is en zegt dat ze weet dat haar moeder het nooit zo heeft gewild. Haar zussen gehoorzamen echter wel aan hun vader. Terwijl Marina aan het feesten is, neemt Triton een kijkje in de (vervallen) Koninklijke tuin, die door een begroeid beeld van hem en Athena gesierd wordt. Triton en Ariël weten niet wat ze met elkaar aan moeten.
In alle vroegte gaat Ariël naar de gevangenis om Sebastiaan, Botje en een aantal andere muziekvrienden te bevrijden. Ze gaan weg uit Atlantica, Sebastiaan zegt namelijk te weten waar ze heen moeten. Als de koning erachter komt dat Ariël en de gevangenen zijn verdwenen, laat hij de wachters naar hen zoeken. Marina Del Ray stuurt op haar beurt een paar murenen (deze dieren had slechterik Ursula overigens ook) op pad om ze te zoeken.
De volgende dag vindt Ariël het muziekdoosje, dat haar vader jaren terug ver in zee gegooid had. Sebastiaan weet het verhaal van liefde tussen haar ouders en het muziekdoosje. Hij heeft Ariël expres naar de plaats van de muziekdoos gebracht. Ze gaan terug naar Atlantica, maar onderweg komen ze Marina en haar murenen tegen en denken haar afgeschud hebben. Dan vindt koning Triton Ariël en even later duikt Marina weer op. Ariël weet echter Sebastiaan te redden, en Triton vindt Ariël met het muziekdoosje in haar handen.
Ze gaan allemaal terug naar Atlantica, waar Triton en zijn dochters weer een gezellige familie vormen. Marina gaat de gevangenis in, Sebastiaan krijgt zijn baan terug en wordt benoemd tot componist. Muziek is niet langer meer verbannen. Triton zet het muziekdoosje bij het beeld in de tuin, die daarna weer helemaal tot leven komt. Daar zingen en dansen alle inwoners van Atlantica nog lang en gelukkig.

## Trivia
- De film werd voor het eerst officieel aangekondigd door Disney op de Special Edition-dvd van het eerste deel in oktober 2006 onder de eenvoudige titel The Little Mermaid III. De "Vooruitblik" zoals het fragment werd genoemd toonde een scene waarin Ariël met Botje een geheime muziekclub bezoekt en Sebastiaan zien optreden.
- Het duurde uiteindelijk 2 jaar voordat de film op dvd verscheen. Op 24 september 2008 verscheen de film op dvd.[2][3]
- De film kreeg als ondertitel Ariel's Beginning (Ariël, Hoe Het Begon).
- In 2013 werd de film opnieuw uitgebracht gebundeld met het tweede deel en voor het eerst op Blu-ray.

## Cast
- Jodi Benson (Nederland: Laura Vlasblom) - Prinses Ariel
- Sally Field (Nederland: Renée Soutendijk) - Marina Del Rey
- Samuel E. Wright (Nederland: Freddy Gumbs) - Sebastiaan de krab
- Jim Cummings (Nederland: Huib Broos)- Koning Triton / Shelbow de zeeschildpad
- Parker Goris (Nederland: Xavier Werner) - Botje de vis
- Kari Wahlgren (Nederland: Donna Vrijhof) - Prinses Attina
- Jennifer Hale (Nederland: Lizemijn Libgott) - Prinses Alana
- Grey Delisle (Nederland: Maaike Widdershoven) - Prinses Aquata
- Grey Delisle (Nederland: Jannemien Cnossen) - Prinses Arista
- Tara Strong (Nederland: Melise de Winter) - Prinses Adella
- Tara Strong (Nederland: Cynthia de Graaff) - Prinses Andrina
- Jeff Bennett/Philip Ten Bosch - Benjamin de zeekoe / zwaardvis Guards
- Andrea Robinson - Koningin Athena (zangstem)
- Lorelei Hill Butters - Koningin Athena
- Rob Paulsen - Ink Spot de octopus / Swifty de garnaal
- Kevin Michael Richardson - Cheeks de kogelvis / Ray-Ray de reuzenmanta

## Soundtrack
De muziek voor de film is gecomponeerd door James Dooley. Hij nam de muziek op met een 72 leden tellend ensemble van het Hollywood Studio Symphony, evenals een big band. De nummers in de film zijn:
- Athena's Song
- Just One Mistake
- I Remember
- Jump in the Line (Shake, Shake, Shake, Senora)
- Jump In The Line
- Man Smart, Woman Smarter
- Just One Mistake (reprise)
- I Will Sing

Disney heeft nooit een soundtrack uitgebracht van Ariel's Beginning.